# Barbara Burke
Barbara Hannah Anita Burke-Knight, angleško-južnoafriška atletinja, * 13. maj 1917, London, Anglija, Združeno kraljestvo, † 8. avgust 1998, Johannesburg, Republika Južna Afrika.
Nastopila je na olimpijskih igrah leta 1936 ter osvojila srebrno medaljo v štafeti 4x100 m ter se uvrstila v polfinale teka na 100 m. Na igrah Britanskega imperija je osvojila zlato medaljo v teku na 80 m z ovirami leta 1938.